# Миколай Пражмовський
Микола́й Пражмо́вський (пол. Mikołaj Prażmowski; 1617 — 15 квітня 1673) — державний діяч Речі Посполитої, єпископ Римо-Католицької Церкви. Гнезненський архієпископ, примас Королівства Польського і Великого князівства Литовського (11 жовтня 1666—1673). Інтеррекс (1668—1669). Представник шляхетського роду Пражмовських гербу Беліна. Син Андрія Пражмовського. Великий канцлер коронний (1658—1666), сенатор. Великий підканцлер коронний (1658), великий референдар коронний (1652—1658). Єпископ луцький (1 грудня 1659–1664) і вармійський князь-єпископ (13 листопада 1664—1666). Сподвижник польського короля Яна II Казимира, представник профранцузької партії. 1660 року сприяв укладанню Олівського миру, що закінчив Північну війну. Після смерті короля був противником його наступника Михайла Вишневецького. Помер в Уяздуві, Польща.
Помер 15 квітня 1673 року в Уяздуві та був похований у кафедральній базиліці Ловіча.